# 醸造家
醸造家（じょうぞうか）とは、発酵作用を利用して主に酒などを生産する人の職業名。職人あるいは製造技術者。

## 概要
酒造りの副次的に生産される食品などの生産者にも使われ、更には同じ発酵技術の応用で生産される様々な飲料・食品・調味料・バイオ燃料などの生産者など多岐にわたっても使われる。主に、ビール、ワイン、味噌、醤油、酢の生産者などに使われるが、海外では発酵・醸造段階から関わっていればウィスキーなどの蒸留酒関係者にも使われることがある。日本酒などの日本古来から伝わる醸造も定義的には含むが、古来からの風習に従い杜氏と呼ばれることが多く醸造家と呼ぶ例は少ない。また、ビール業界においても、技術者と呼ぶことの方が多い。醸造家を名乗るケースが多いのは、ワイン業界である。職業としての個人を指すものだが、業種全体として見れば醸造業と呼ばれる。
歴史は古く、ヨーロッパでは新石器時代、中国においても夏建国の禹が儀狄（ぎてき）から酒を献上した記録があり、この儀狄が史料に残る中国最古の醸造家となる。日本においても魏志倭人伝に記載があり、また、さらに古代から木花之開耶姫と瓊瓊杵尊の結婚と、その子の彦火火出見尊（初代天皇たる神武天皇の祖父に当たる）の出産を祝って酒が生産された神話もあることから、有史以前から生産していたものと思われ、有史以降の記録としては律令制度で造酒司が設置された。（詳細は醸造業参照）
日本では、生産品種に関わらず醸造家と呼んでいるが、西洋では分野別に用語が変わっており、ビール醸造家を「Brewer」、ウィスキー醸造家を「distiller」（蒸留装置を意味する）など（国によって違う）。また、ワイン醸造家を「Winemakers」などと表記し分野別に表記が変わる。なお、Winemakersは「ワイン職人」、「ワイン製造技術者」などとも翻訳される。なお、ワイン醸造家をワイナリーと表現する例もあるが、ワイナリーは厳密には「ワイン醸造所」であり、家・土地・設備とその醸造家および従業員を含めた生産施設全般を指し、醸造家は個人を指し厳密には用例が違う。日本酒などの古来伝統酒造りでは、杜氏と呼ばれることが多いが、これは酒造りの職人あるいは職長を指すことが多い。それに対してヨーロッパの醸造家は、家族経営であることが多いため、経営者も含む場合があり、また、特にワイン生産では畑から栽培しているケースも多く、畑作りまで醸造家に含む場合があるが、杜氏は農作とは分けて考えられる。このように、各国の文化・伝統・製法・制度などによって表現方法と内容に微差がある。

## 醸造家一覧

### 神話や古代の醸造家

#### 神話における醸造家
- 大山祇神 - 別名、大山積神、大山祇神、大山津見神、酒解神。木花之開耶姫が瓊瓊杵尊と出会い、子の彦火火出見尊を産んだことから、それを祝って天甜酒を造ったとある。
- バックス - 別名バッカス。西洋の酒の神として伝わる。伝説によれば酒を醸造していた醸造家ということになる。

#### 古代の伝説的な醸造家
- 儀狄 - 古代中国の醸造家。夏の王禹に酒を献上した。
- 杜康 - 古代中国の醸造家。中国で酒を初めて造ったともいわれる。（ただし、儀狄ともいわれる）

### 日本の醸造家

#### 日本酒
杜氏ではなく、醸造家と記載される者
- 松本丑太郎 - 幕末-明治初期の醸造家、名主。醸造家としてではなく、勤王に大金を寄贈したこと、および明治維新後に静岡の開拓で名を残した。子が板垣退助の嫡男に嫁いでいる。

(他は、杜氏の項目参照)

#### ワイン
- 岩野貞雄 -
- 山田宥教 -
- 詫間憲久 -
- 浅井昭吾 - ワイン醸造家兼執筆家。ペンネームは麻井宇介もしくは浅井宇介。メルシャンの長野や山梨工場長を務め、山梨県ワイン酒造組合会長なども務めた。日本のワインの父とも呼ばれる一人となった。
- 川上善兵衛 - 新潟ワインの父。
- 神谷傳兵衛 -
- 三澤彩奈 - 日本のワイン醸造家。日本初の国際コンクール金賞ワインを醸造した。
- 篠原麗雄 - フランスボルドーで日本人初のシャトーを作ったワイン醸造家。
- 内田修 -

#### 醤油
- 濱口梧陵 - 七代目濱口儀兵衛。醤油の醸造家。ヤマサ醤油の経営者も兼ねる。安政南海地震で田に火を放って村人を助けた「稲むらの火」が著名
- 髙梨兵左衛門（初代）- 上花輪村名主で醤油醸造家。現在のキッコーマンの祖。
- 茂木七左衛門 - 醤油醸造家で、現在のキッコーマンの祖。
- 茂木佐平治 - キッコーマン
- 六代 茂木七郎右衛門 - 野田醤油初代社長
- 茂木啓三郎
- 色川三郎兵衛

#### 酢
- 中野又左衛門 - 尾張国出身。ミツカン創業者。

### 海外の醸造家
- アーサー・ギネス - アイルランドのビール醸造家で、ギネスビール創業者。
- アーネスト・ガロ - アメリカのワイン醸造家で経営者。アメリカ最大級のワイン会社を設立した。
- ミゲル・A. トーレス（スペイン語版）(1941-) - スペインのワイン醸造家。家族経営としてはスペイン最大のミゲル・トーレス社の経営者。
- ミシェル・ロラン（Michel Rolland） - フランスの醸造家。車で各地を回り醸造方法を指導する。世界的に活動を行っている。
- マーク・イングリス

### その他
- ジェレミー・レニエ - 俳優。自身は醸造家ではないが、映画約束の葡萄畑 あるワイン醸造家の物語で「最高のヴィンテージワインを造るために人生をかけたワイン醸造家」を演じた。
- 安倍慎太郎 - 政治家。酒と醤油を営む醸造家に生まれ政治家となった。一族そろって政治家となり、孫は元内閣総理大臣の安倍晋三である。
- 佐伯夏子 - 架空の醸造家。夏子の酒の主人公。日本酒造りを漫画に描き、後にテレビドラマ化され和久井映見が演じた。ただし、メインは日本酒の原材料である米作りのパートが多い。醸造部分は杜氏に対して、どういった酒を造りたいかデザインイメージを伝えるという形で関わっており、醸造実務は任せる形である。なお、実在のワイン醸造家などがこの作品に影響を受けている例が一部ブログなどに記載されており[2]、一部では醸造家を目指す学生が増えたとも伝えられている。

## 教育
- ボルドー大学 - フランスの大学。ワインの産地でもあり、ワイン醸造科がありワイン醸造分野での世界最高峰の一つに数えられる。ワイン醸造科卒業生に三澤彩奈
- ガイゼンハイム大学 - ドイツの大学で、かつてはガイゼンハイム研究所(de:Forschungsanstalt Geisenheim)。研究所時代から実質的に大学と変わらない内容だったために、意訳されて「ガイゼンハイム大学」と記載されていたが2013年正式に大学(de:Hochschule Geisenheim)に昇格した。ぶどうの果樹栽培では世界で最初に本格研究したとされ、ワイン醸造分野での世界最高峰の一つに数えられる。ガイゼンハイムはドイツ国内ではフランス国境よりのドイツワインの産地である。
- カリフォルニア大学デービス校 - アメリカの州立大学。農業・生物部門では世界屈指の大学で、2005年の研究予算は5億ドルを越え、農林分野における世界大学ランキングで1位を取ることも多く、世界最高峰の一つに数えられる。ボルドー大学と並び称されるとも報じられ、「科学の力でボルドーを追い抜け」がポリシーである[3]。ワイン造りにNASAと協力して衛星を使用するなどユニークな取り組みも行っている[3]。
- 東京農業大学 - 日本の私立大学。応用生物科学部醸造科学科（旧・農学部醸造学科）が設置されている。また、東京農業大学短期大学部にも醸造学科が設置されていた。醸造学科卒業生に高木顕統（高木酒造十五代目蔵元）、 久慈浩介（南部美人五代目蔵元）などがいる。
- 山梨大学 - 日本の国立大学。日本で唯一のワイン専門研究所である「ワイン科学研究センター」を擁する。また、多くの醸造家を輩出している。
- リンカーン大学 - ニュージーランドの大学で、ニュージーランド唯一の醸造家育成の大学。

## 団体
- 公益財団法人日本醸造協会 - 日本の公益財団法人。明治39年に大蔵省国立醸造試験所の傘下に醸造協会として設立された。

## 資格
フランスでは、ワイン醸造家に資格が存在し、変わった所ではサッカー選手のクリストフ・ジャレなどが所持している。また、日本の日本酒には酒造技能士が存在する。